# Francesco Lacedelli

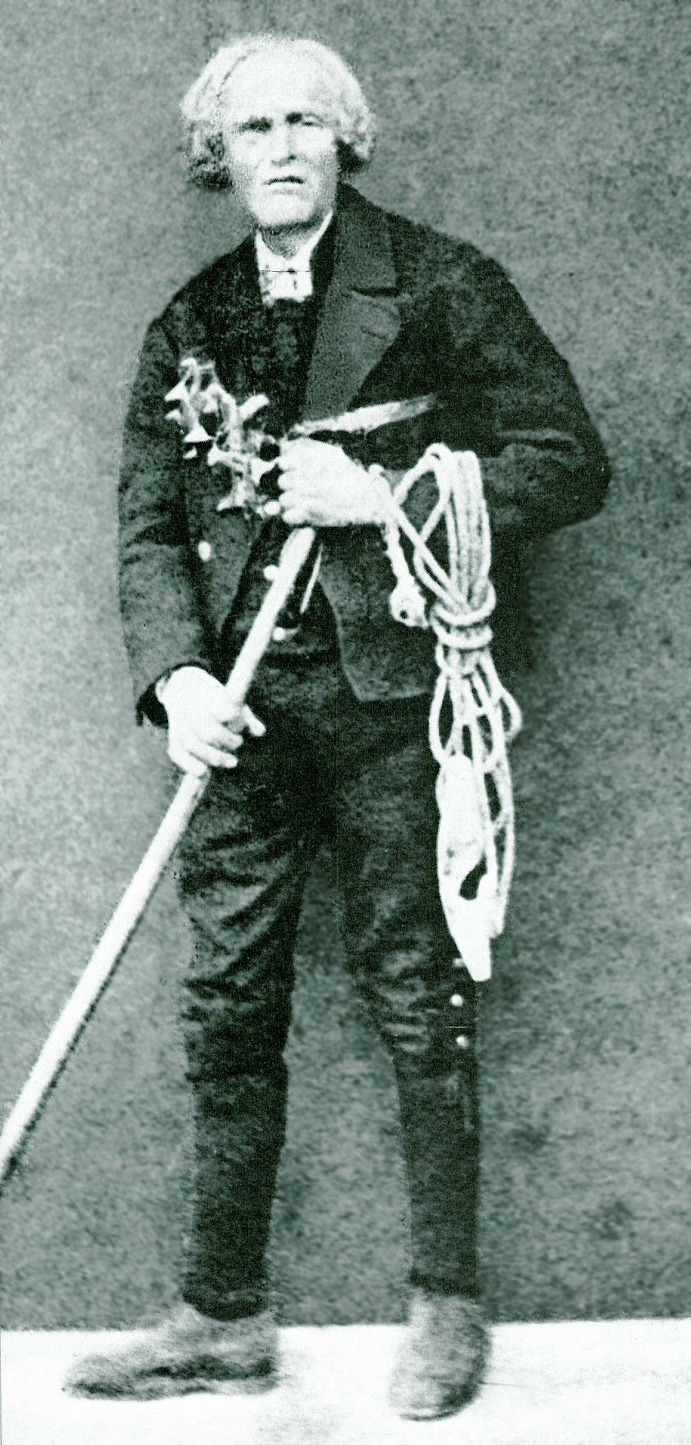
Francesco Lacedelli

Francesco Lacedelli (* 29. Jänner 1796 in Cortina d’Ampezzo, Grafschaft Tirol; † 30. August 1886 ebenda, Österreich-Ungarn), auch bekannt unter dem Namen Chéco da Melères (kurz Chéco), war ein ladinischer Bergsteiger, Schütze im Dienste Österreichs und Uhrmacher. An der Seite von Paul Grohmann beteiligte er sich an drei bedeutenden Erstbesteigungen in den Dolomiten. Lacedelli gilt heute als erster Bergführer von Cortina d’Ampezzo.

## Leben
Francesco Lacedelli kam 1796 zur Welt und wuchs in einem Bauernhaus im Dorf Melères oberhalb von Cortina d’Ampezzo auf. Bereits im Alter von 13 Jahren kämpfte er im Fünften Koalitionskrieg gegen die Franzosen, 1814 erneut im Rahmen des Sechsten Koalitionskriegs. Als talentierter Gamsjäger trat er 1848 der Ampezzaner Ortsgruppe der k.k. Standschützen bei. 1859 beendete er seinen Militärdienst und widmete sich einer Familientradition, dem Uhrenbau. Die Turm- und Wanduhren wurden vor allem ins Pustertal und Cadore verkauft.

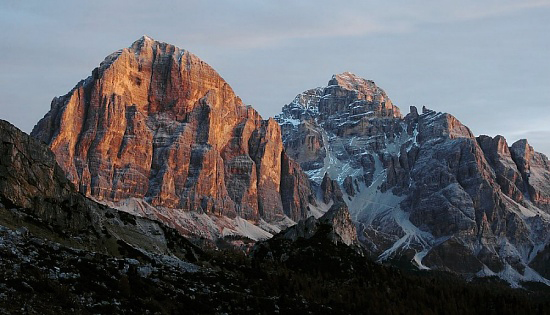
Lacedelli führte Paul Grohmann sowohl auf die Tofana di Rozes (1864) als auch auf die Tofana di Mezzo (1863).

Bekanntheit erlangte Chéco, wie er auch genannt wurde, erst in fortgeschrittenem Alter als erster Bergführer Cortinas. Der Wiener Paul Grohmann, der sich eine systematische Kartierung der Dolomiten zum Ziel gesetzt hatte, verpflichtete den für seinen ausgezeichneten Orientierungssinn geschätzten Lacedelli als Führer für sein erstes großes Unterfangen. Gemeinsam erreichten sie am 29. August 1863 mit dem Gipfel der Tofana di Mezzo als Erste einen der Dolomitriesen im Nahraum von Cortina. Auf die Frage von Chéco, welchen der Tofane-Gipfel Grohmann besteigen wolle, soll dieser geantwortet haben „Egal welchen, Hauptsache, es ist der höchste.“ Ein Jahr später ließen sie die Besteigung der imposanten Tofana di Rozes folgen, wobei sie von zwei weiteren Einheimischen, Santo Siorpaes und Angelo Dimai, begleitet wurden. Nur zweieinhalb Wochen danach standen sie nach zwei missglückten Versuchen, erneut mit Dimai, auch auf dem Gipfel der Punta Sorapiss. Beim schwierigen Abstieg kam dank Lacedelli erstmals in den östlichen Dolomiten das Doppelseil zum Einsatz. Diese herausragende Leistung markiert seinen letzten alpinistischen Erfolg.
Der Bauernsohn starb 1886 im Alter von 90 Jahren in seinem Heimatort Cortina d’Ampezzo. Sein Neffe Alessandro Lacedelli (1836–1918) war ebenfalls Bergführer.

## Rezeption
Anders als bei Paul Grohmann, welcher als der Dolomitenpionier schlechthin in die Alpingeschichte einging, sind über Lacedellis Leben nur wenige Details bekannt. Nach ihm benannte Straßen oder Plätze sucht man in seiner Heimatstadt vergeblich. Grohmann beschrieb seinen ersten Bergführer in seinen 1877 erschienenen Wanderungen in den Dolomiten mit folgenden Worten: 

„Er war nicht der beste Führer, den ich erhalten konnte, blos deshalb, weil es damals schwer gewesen wäre, einen anderen aufzutreiben, sondern wegen seiner wirklich hervorragenden Eigenschaften, Kraft und Ausdauer, Gewandtheit, ein Muth, der vor keinem Hindernisse zurückschreckte, Mässigkeit, die Gabe, sich überall durchzufinden und schliesslich – Ehrgeiz! Der Mann ging nicht wegen des spärlichen Gewinnes – er zählte und zählt noch unter die wohlhabenden Bauern von Ampezzo – er ging grösstentheils aus Ehrgeiz. Nur einen Fehler hatte der noch so markige Mann – sein Alter. Als ich ihn kennen lernte, hatte er bereits reichlich 60 Jahre. Dieser Umstand äusserte jedoch nur in Bezug auf die Schnelligkeit seinen Einfluss, ein Uebelstand, den ich, und wohl mit Recht, nicht zu hoch anschlug.“

## Alpinismus

### Erstbesteigungen
- Tofana di Mezzo (29. August 1863, mit Paul Grohmann)
- Tofana di Rozes (29. August 1864, mit Paul Grohmann, Angelo Dimai & Santo Siorpaes)
- Croda Marcora (2. September 1864)[1]
- Punta Sorapiss (16. September 1864, mit Paul Grohmann & Angelo Dimai)

### Weitere Besteigungen
- Monte Pelmo (6. September 1863, zweite Besteigung, mit seinem Neffen Alessandro)[1]
- Antelao (18. September 1863, zweite Besteigung, mit Paul Grohmann, Alessandro Lacedelli & Matteo Ossi)[4]

## Weblink
- Nachruf zum 220. Geburtstag